# Бурдинка (присілок)
Бурдинка (рос. Бурдинка) — присілок в Палехському районі Івановської області Російської Федерації.
Населення становить 11 осіб. Входить до складу муніципального утворення Раменське сільське поселення.

## Історія
Від 2005 року входить до складу муніципального утворення Раменське сільське поселення.

## Населення
| 1859 | 1905 | 2010 |
| ---- | ---- | ---- |
| 69   | ↗156 | ↘11  |